# مات إروين
مات إروين هو لاعب هوكي الجليد كندي، ولد في 29 نوفمبر 1987 في Brentwood Bay, British Columbia ‏ في كندا.

## وصلات خارجية
- مات إروين على موقع دوري الهوكي الوطني (الإنجليزية)
- مات إروين على موقع EliteProspects.com (الإنجليزية)
- مات إروين على موقع Eurohockey.com (الإنجليزية)
- مات إروين على موقع HockeyDB.com (الإنجليزية)
- مات إروين على موقع Hockey-Reference.com (الإنجليزية)